# Дуба-Юрт
Дуба-Юрт (рос. Дуба-Юрт) — село у Шалінському районі Чечні Російської Федерації.
Населення становить 7135 осіб (2019). Входить до складу муніципального утворення Дуба-Юртовське сільське поселення.

## Історія
Згідно із законом від 20 лютого 2009 року органом місцевого самоврядування є Дуба-Юртовське сільське поселення.

## Населення
| 1990  | 2002  | 2010  | 2012  | 2013  | 2014  | 2015  |
| ----- | ----- | ----- | ----- | ----- | ----- | ----- |
| 4224  | ↗5738 | ↗6315 | ↗6470 | ↗6599 | ↗6726 | ↗6838 |
| 2016  | 2017  | 2018  | 2019  |       |       |       |
| ↗6882 | ↗6961 | ↗7031 | ↗7135 |       |       |       |